# Borrèze (Fluss)
Die Borrèze ist ein Fluss in Frankreich, der in den Regionen Nouvelle-Aquitaine und Okzitanien verläuft. Sie entspringt im westlichen Gemeindegebiet von Paulin, in der Landschaft des Périgord noir, entwässert generell in südöstlicher Richtung, schlägt knapp vor der Mündung noch einen Haken gegen Westen und mündet nach rund 22 Kilometern an der Gemeindegrenze von Souillac und Lanzac als rechter Nebenfluss in die Dordogne.
Auf ihrem Weg durchquert die Borrèze die Départements Dordogne und Lot. Im Unterlauf trifft der Fluss auf die Bahnstrecke Souillac–Viescamp-sous-Jallès, die ihn mit einem eindrucksvollen Viadukt überquert.

## Orte am Fluss
(Reihenfolge in Fließrichtung)
- La Borie, Gemeinde Paulin
- Salignac-Eyvigues
- Borrèze
- Bourzolle, Gemeinde Souillac
- Lamothe, Gemeinde Lachapelle-Auzac
- Souillac
- Les Cuisines, Gemeinde Souillac